# Criquebeuf-en-Caux
Criquebeuf-en-Caux és un municipi francès situat al departament del Sena Marítim i a la regió de Normandia. L'any 2007 tenia 391 habitants.

## Demografia

### Població
El 2007 la població de fet de Criquebeuf-en-Caux era de 391 persones. Hi havia 140 famílies de les quals 28 eren unipersonals (12 homes vivint sols i 16 dones vivint soles), 44 parelles sense fills, 64 parelles amb fills i 4 famílies monoparentals amb fills.
La població ha evolucionat segons el següent gràfic:
Habitants censats

### Habitatges
El 2007 hi havia 166 habitatges, 147 eren l'habitatge principal de la família, 13 eren segones residències i 6 estaven desocupats. 155 eren cases i 11 eren apartaments. Dels 147 habitatges principals, 126 estaven ocupats pels seus propietaris, 20 estaven llogats i ocupats pels llogaters i 1 estava cedit a títol gratuït; 1 tenia una cambra, 4 en tenien dues, 10 en tenien tres, 40 en tenien quatre i 92 en tenien cinc o més. 122 habitatges disposaven pel capbaix d'una plaça de pàrquing. A 62 habitatges hi havia un automòbil i a 79 n'hi havia dos o més.

### Piràmide de població
La piràmide de població per edats i sexe el 2009 era:
| Homes | Edats   | Dones |
| ----- | ------- | ----- |
| 0     | 95 o +  | 0     |
| 0     | 90 a 94 | 4     |
| 0     | 85 a 89 | 0     |
| 4     | 80 a 84 | 4     |
| 0     | 75 a 79 | 4     |
| 4     | 70 a 74 | 0     |
| 4     | 65 a 69 | 16    |
| 8     | 60 a 64 | 8     |
| 20    | 55 a 59 | 16    |
| 24    | 50 a 54 | 24    |
| 20    | 45 a 49 | 16    |
| 16    | 40 a 44 | 20    |
| 16    | 35 a 39 | 20    |
| 4     | 30 a 34 | 8     |
| 4     | 25 a 29 | 4     |
| 12    | 20 a 24 | 4     |
| 24    | 15 a 19 | 24    |
| 32    | 10 a 14 | 16    |
| 8     | 5 a 9   | 12    |
| 4     | 0 a 4   | 16    |

## Economia
El 2007 la població en edat de treballar era de 281 persones, 180 eren actives i 101 eren inactives. De les 180 persones actives 165 estaven ocupades (92 homes i 73 dones) i 15 estaven aturades (8 homes i 7 dones). De les 101 persones inactives 35 estaven jubilades, 31 estaven estudiant i 35 estaven classificades com a «altres inactius».

### Ingressos
El 2009 a Criquebeuf-en-Caux hi havia 143 unitats fiscals que integraven 385 persones, la mediana anual d'ingressos fiscals per persona era de 20.147 €.

### Activitats econòmiques
Dels 2 establiments que hi havia el 2007, 1 era d'una empresa de comerç i reparació d'automòbils i 1 d'una empresa d'hostatgeria i restauració.
L'any 2000 a Criquebeuf-en-Caux hi havia 5 explotacions agrícoles.

## Equipaments sanitaris i escolars
El 2009 hi havia una escola elemental.

## Poblacions més properes
El següent diagrama mostra les poblacions més properes.